# Neues Haus (Gebäude in Hannover)

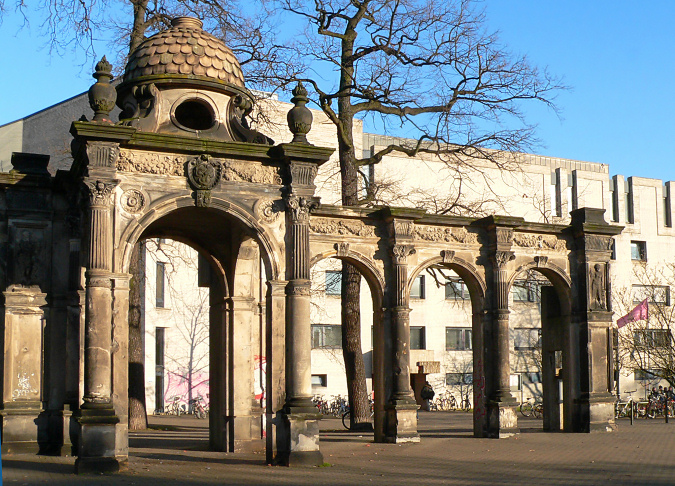
Die Arkaden des Neuen Hauses vor der Hochschule für Musik, Theater und Medien Hannover

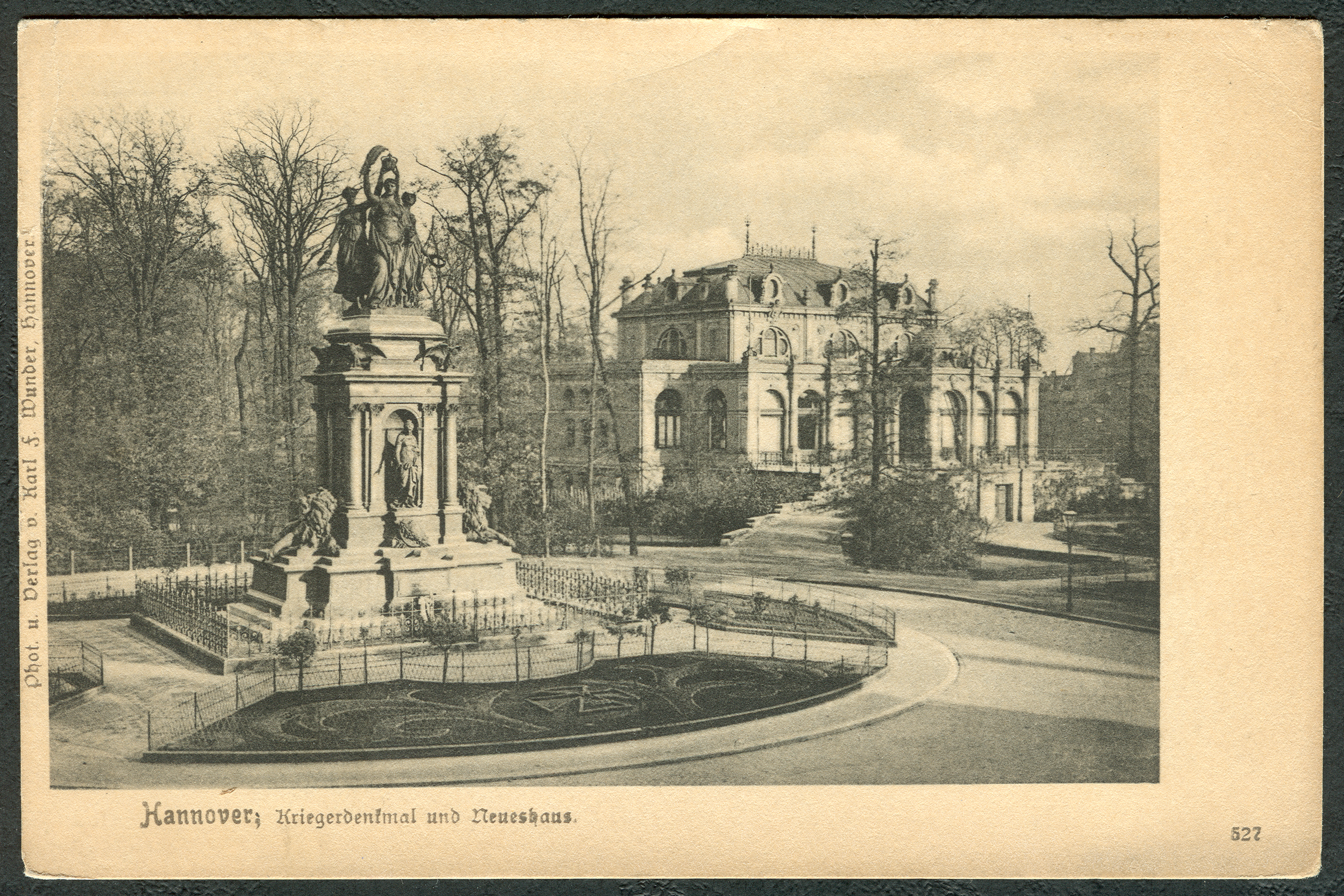
Ähnlicher Fotografen-Standpunkt um 1898: Im Vordergrund das Kriegerdenkmal, weiter hinten das Neue Haus
Ansichtskarte Nummer „527“ von Karl F. Wunder

Das Neue Haus war ein 1894 durch den Architekten Paul Rowald errichtetes, elegantes Konzertcafé im Bereich der vorderen Eilenriede in Hannover. Es wurde 1970 zugunsten des Neubaus der Musikhochschule abgebrochen. Die Eingangsarkaden mit dem Pavillon des ehemaligen Cafés wurden anschließend wieder am Emmichplatz aufgestellt und sind heute denkmalgeschützt.
Im Jahr 2019 wurde der Emmichplatz zu „Neues Haus“ umbenannt.

## Geschichte

### Pestlazarett außerhalb der Stadt
Der Pest fielen im 16. Jahrhundert mehrmals viele Menschen in Hannover zum Opfer. Im Dreißigjährigen Krieg grassierte der „Schwarze Tod“ abermals in der Stadt, nachdem beispielsweise 1624 viele Menschen in Hannover Zuflucht vor Truppen des Feldherrn Tilly suchten. 1712/13 erbaute man aufgrund dieser Erfahrungen und zur Vermeidung eines Übergreifens der in Bremen und Verden grassierenden Seuche ein „Siechenlazarett“ außerhalb vor der Stadtbefestigung Hannovers am Rand der Eilenriede. Da die Seuche die Stadt jedoch nicht wieder erreichte, wurde das Gebäude Sitz eines Holzwärters, der dort bald darauf ein beliebtes Ausflugslokal betrieb.

### Erste Restaurationen und Hafen
1714 wurde das Gebäude als Wirtshaus Zum goldenen Löwen verpachtet, Redeckers Stadtchronik von 1741 nannte es „Weinschenke … im Neuenhause“.
Kurz darauf wurde dort 1747 auch ein Hafen nebst Reparaturwerkstatt für die Torfstecher gebaut, die über den Schiffgraben den im Altwarmbüchener Moor abgebauten Torf nach Hannover verschifften, wo der Torf als „das [damals] wichtigste Heizmaterial“ im Beginenturm eingelagert wurde.
Im ersten Adressbuch der Stadt Hannover empfahl sich die Schenke 1798 als „auch für Liebhaber im Schießen gut geeignet“, sowie „als eine schöne Promenade mit Lauben- und Spaziergängen, allwo Wein und Caffee geschenket wird.“
Das „an der Elenriede, links außer dem Aegidientore“ gelegene Lokal wurde 1818 als Ort der Vergnügung für die schöne und elegante Welt gerühmt. Das „Caffeehaus und Restauration zum Neuen Hause“ wartete bald auch mit Billard auf, ab 1837 mit Sommertheater, anstelle dessen später Vergnügungs- und Militärkonzerte traten.
Noch im Königreich Hannover wurden 1865 am Neuen Haus die ersten Tiere für den Zoo Hannover in provisorischen Käfigen gehalten.

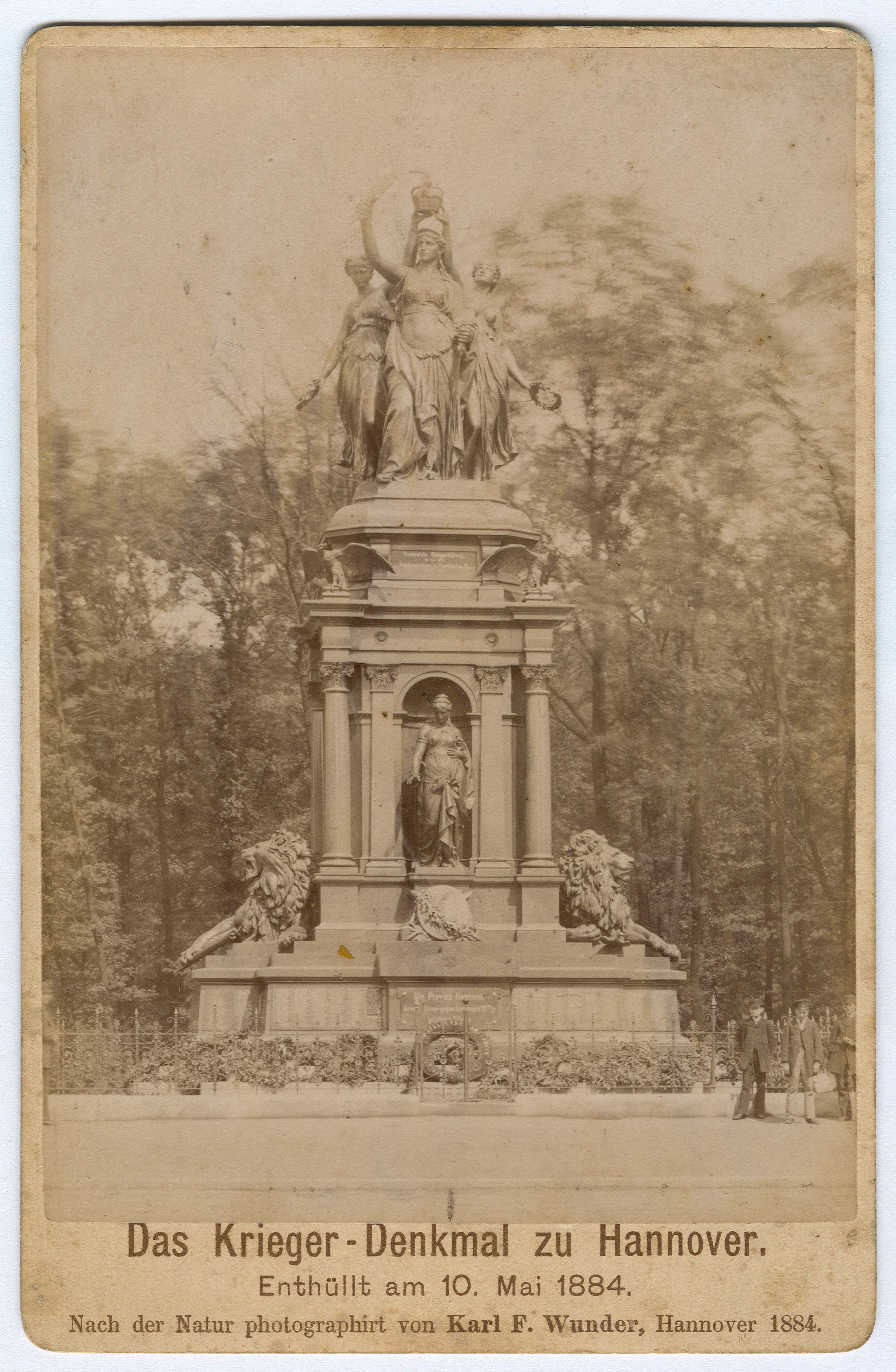
Kurz nach der „Enthüllung“ beobachten vergleichsweise winzige Menschen den Fotografen; Kabinettfotografie von 1884

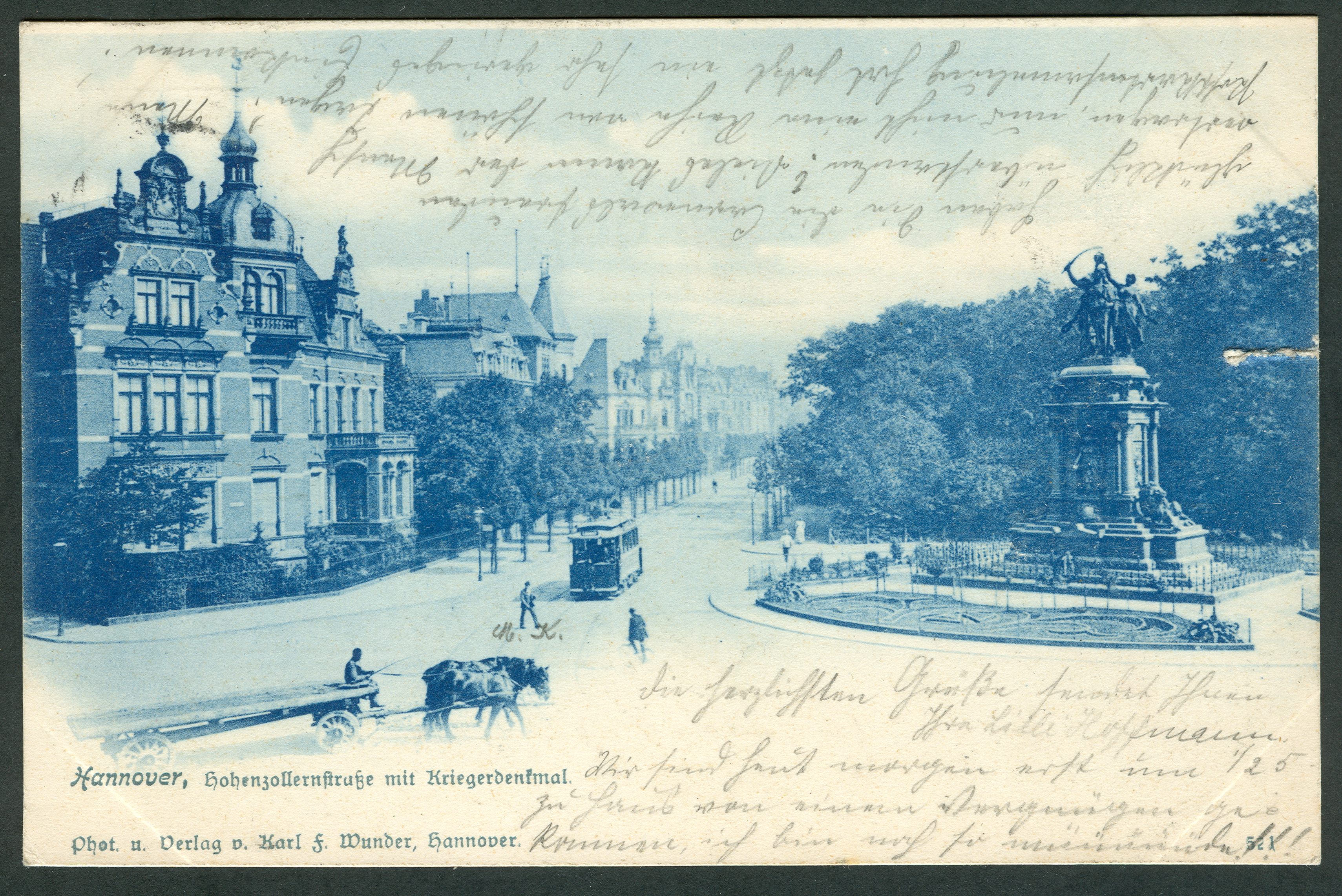
Die heutigen Arkaden stehen an Stelle des ehemaligen Kriegerdenkmals; neben der Straßenbahn sind die aufwendigen Gartenanlagen von Julius Trip zu erahnen.

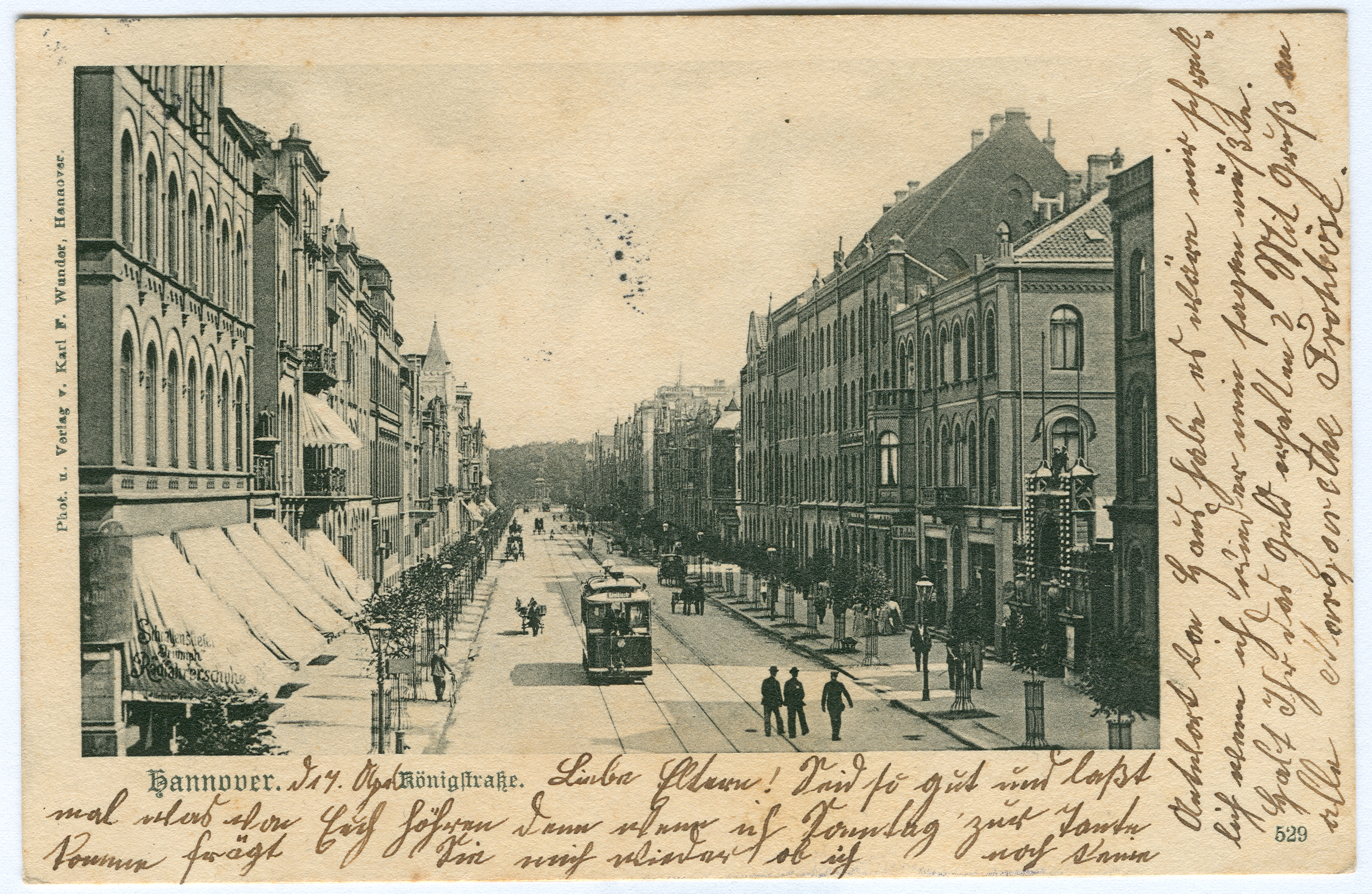
Trotz Lichtdrucks in der Vergrößerung noch zu erkennen: Das Kriegerdenkmal in der Sichtachse der Königstraße

Im Jahr der Ausrufung des Deutschen Kaiserreichs begann die Bauphase der Gründerzeit: 1871 wurde der (heutige) Platz vor dem Neuen Haus angelegt, am Berührungspunkt der Stadtteile Oststadt und Zoo, und nach dem 1712 erbauten Fachwerkhaus Am Neuen Hause benannt. Der Hurra-Patriotismus führte an diesem Platz zur Einweihung des „hannoverschen Kriegerdenkmals schlechthin“: Am 10. Mai 1874, dem Jahrestag des Friedens von Frankfurt, wurde an der Stelle der heutigen Arkaden das preußisch geprägte „Provinzial-Kriegerdenkmal“ eingeweiht, das rings um den Sockel die im Krieg gefallenen „Helden“ namentlich aufführte. Das Denkmal war am Ende der Königstraße aufgerichtet, exakt in der geradlinigen Verlängerung der Theaterstraße und der zuvor schon vom Königlichen Hoftheater ausgehenden und Laves konzipierten klassizistischen Sichtachse.
Doch den stetig wachsenden Ansprüchen des Bürgertums war das alte Fachwerkhaus bald nicht mehr gewachsen, und so wurde es zugunsten eines neuen „Neuen Hauses“ 1892 abgerissen.

### Neubau von 1894
Nach den Plänen des Architekten Paul Rowald entstand ein repräsentativer Neubau als elegantes Konzertcafé. Die dazugehörigen Terrassen, einen großen Konzertgarten sowie die umgebenden Garten- und Parkanlagen schuf der Stadtgarteninspektor und spätere Gartendirektor Julius Trip, der später unter anderem auch den Maschpark schuf und zur Jahrhundertwende 1900 die „Vordere Eilenriede“, beginnend am Neuen Haus, zum Waldpark umgestaltete.
Das Neue Haus, „Hannovers schönste Waldwirtschaft“, lag stadtnah, war mit der ehemaligen Straßenbahn gut zu erreichen und vor allem aufgrund seiner guten Konzertdarbietungen für Jahrzehnte eines der beliebtesten Ausflugsziele der Stadt.
Nach dem Ersten Weltkrieg und besonders seit dem Ende der 1920er Jahre verlor das Neue Haus – wie andere Ausflugsziele auch – nach und nach sein Publikum, nach Darstellung der Presse „aufgrund der langsam einsetzenden Motorisierung“. Im Jahr der Machtergreifung gaben die Nationalsozialisten 1933 eine verschärfte Marschrichtung vor: Der Platz Am Neuen Hause wurde umbenannt nach dem „Kommandierenden General des X. Armeekorps“, Otto von Emmich. Im Dritten Reich wurde das Neue Haus 1936 geschlossen, ein Jahr darauf als „Haus der Frau“ der NS-Frauenschaft übergeben.
Im Zweiten Weltkrieg begann die Demontage des Kriegerdenkmals: 1941 mussten die Bronzefiguren des Kriegerdenkmals abgeliefert werden zwecks Einschmelzung durch die Rüstungsindustrie, der Sockel wurde jedoch erst nach 1945 beseitigt. Während der Luftangriffe auf Hannover hatte das Neue Haus zwar Bombenschäden erlitten, wurde aber bald provisorisch wiederhergestellt. Für einige Jahre diente das Gebäude, ab 1948 von der Stadt Hannover geführt, noch einmal als Restaurant, in dessen Kaffeegarten mehr als 1.100 Besucher Platz finden konnten. Später nutzte die Landesbühne Hannover das Gebäude, bis es 1970 für den Neubau der Hochschule für Musik und Theater abgebrochen wurde. Die erhaltenen und am Emmichplatz wiedererrichteten Arkaden bilden mit dem ebenfalls denkmalgeschützten Reese-Brunnen einen „besonderen Kontrast zur strengen Fassade der Hochschule“.

## Historische Aufnahmen in öffentlichem Besitz
- Das Historische Museum Hannover ist im Besitz folgender Fotografien:
  - Das alte Gebäude des Neuen Hauses, um 1870, 10,2 cm × 13,2 cm, Nasses Kollodiumverfahren, Albuminkopie[14]
  - [Altes] »Neues Haus« an der Eilenriede, um 1870[15]